# Makoto Atsuta
Makoto Atsuta (熱田 眞?, Atsuta Makoto; Tokyo, 16 settembre 1967) è un ex calciatore giapponese, di ruolo centrocampista.

## Carriera
Ha giocato nella prima divisione giapponese.

## Palmarès

### Club

#### Competizioni nazionali
- Coppa dell'Imperatore: 1

Kyoto Purple Sanga: 2002